# NUDT7
NUDT7 (англ. Nudix hydrolase 7) – білок, який кодується однойменним геном, розташованим у людей на 16-й хромосомі. Довжина поліпептидного ланцюга білка становить 238 амінокислот, а молекулярна маса — 26 942.
| 10         |  | 20         |  | 30         |  | 40         |  | 50         |
| ---------- |  | ---------- |  | ---------- |  | ---------- |  | ---------- |
| MSRLGLPEEP |  | VRNSLLDDAK |  | ARLRKYDIGG |  | KYSHLPYNKY |  | SVLLPLVAKE |
| GKLHLLFTVR |  | SEKLRRAPGE |  | VCFPGGKRDP |  | TDMDDAATAL |  | REAQEEVGLR |
| PHQVEVVCCL |  | VPCLIDTDTL |  | ITPFVGLIDH |  | NFQAQPNPAE |  | VKDVFLVPLA |
| YFLHPQVHDQ |  | HYVTRLGHRF |  | INHIFEYTNP |  | EDGVTYQIKG |  | MTANLAVLVA |
| FIILEKKPTF |  | EVQFNLNDVL |  | ASSEELFLKV |  | HKKATSRL   |  |            |

A: Аланін

C: Цистеїн

D: Аспарагінова кислота

E: Глутамінова кислота

F: Фенілаланін

G: Гліцин

H: Гістидин

I: Ізолейцин

K: Лізин

L: Лейцин

M: Метіонін

N: Аспарагін

P: Пролін

Q: Глутамін

R: Аргінін

S: Серин

T: Треонін

V: Валін

Кодований геном білок за функцією належить до гідролаз. 
Задіяний у такому біологічному процесі, як альтернативний сплайсинг. 
Білок має сайт для зв'язування з іонами металів, іоном магнію, РНК, іоном марганцю. 
Локалізований у пероксисомах.